# 阿莱西娅·特罗斯特
阿莱西娅·特罗斯特（義大利語：Alessia Trost，1993年3月8日—）是一名意大利女子跳高运动员。她曾赢得布雷萨诺内的2009年世界青年田径锦标赛女子跳高冠军。她也是2018年世界室内田径锦标赛女子跳高铜牌得主。